# Atropha leucostoma
Atropha leucostoma là một loài tò vò trong họ Ichneumonidae.